# 喜久盛酒造
喜久盛酒造株式会社（きくざかりしゅぞう、英: KIKUZAKARI SAKE BREWERY CO., LTD.）は、岩手県北上市にて清酒製造業を行う酒蔵である。明治27年に藤村酒造店として創業し、現在の名称に改名してからは「鑑評会の先生に評価される酒ではなく、焼鳥屋の親父に好まれる酒」を目指している。かつての子会社に花巻酒販株式会社があった。

## 代表銘柄

### 喜久盛
- 純米酒

### 鬼剣舞
- 純米吟醸酒
- 特別純米酒

### 百姓おどり
- 山廃純米酒

## 会社データ
- 本社：岩手県北上市更木3-54
- 工場：岩手県花巻市東十二丁目6-12-1

歴代社長
1. 藤村精一（1862年9月生誕）
2. 藤村耕野
3. 藤村久喜（1953年12月就任）
4. 藤村精吾
5. 藤村卓也（2003年2月就任）

## 略歴
- 1894年 - 初代藤村精一が東和賀郡更木村（現在の北上市更木）で藤村酒造店として創業。
- 1944年 - 戦時中の企業整備により、花巻税務署管内の酒造メーカーが統合。本社を花巻に置き、花巻酒造株式会社となる。
- 1946年 - 三代目蔵元藤村久喜が南支那方面より復員。
- 1949年 - 花巻酒造株式会社が「喜久盛」、「白雲」、「宝峰」、「七福神」、「稲の友」の6工場に分離。
- 1951年 - 喜久盛酒造株式会社に社名変更。
- 1954年 - 子会社である花巻酒販株式会社を設立。
- 1969年 - 「鬼剣舞」発売。
- 1982年 - 「本格焼酎 舞」発売。
- 2004年 - 「電氣菩薩」発売。
- 2005年 - 「タクシードライバー」発売。
- 2009年 - 1月より北上市青柳町から同市更木の工場敷地内へ本社を移転。
- 2014年 - 10月より製造場を北上市更木から廃業した旧白雲の工場の花巻市東十二丁目へ移転。

## 関連会社
- 花巻酒販